# Котов, Александр Алексеевич
Алекса́ндр Алексе́евич Ко́тов (р. 10 апреля 1961, пос. Струги Красные, Псковская область) — председатель Псковского областного Собрания депутатов пятого, шестого и седьмого созыва (с декабря 2011 года), секретарь Псковского регионального отделения партии «Единая Россия» (с марта 2011 года по ноябрь 2019 года), глава администрации Струго-Красненского района (1995—2003), председатель Ассоциации муниципальных образований Псковской области (2000—2003), заместитель губернатора Псковской области (с апреля 2003 года по май 2009 года и с декабря 2010 по декабрь 2011 года).

## Биография
В 1983 году окончил факультет «Механизация земледелия» Ленинградского сельскохозяйственного института по специальности инженер-механик. С 1983 по 1987 год работал в колхозе «Революция» Струго-Красненского района, затем руководил предприятием «Агропромсервис». В 1991 году был назначен сначала заместителем председателя райисполкома — начальником управления по делам земельной реформы, лесного и охотничьего хозяйства, а затем заместителем главы администрации Струго-Красненского района — начальником управления сельского хозяйства. В 1995 году назначен главой администрации района, а в феврале 1996 года избран на эту же должность в ходе выборов. В декабре 1999 года избран на второй срок и вновь возглавил администрацию Струго-Красненского района, за него проголосовало 62,25 % избирателей.
В 2000 году главы районов региона избрали А. А. Котова председателем Ассоциации «Совет муниципальных образований Псковской области». Региональная общественная организация была сформирована в октябре 1995 года в соответствии с законом «Об общих принципах организации местного самоуправления в РФ». В Совет входит 24 района, 2 города, 26 городских поселений, 192 сельских поселения. Основная функция Совета заключается в объединении муниципалов для решения общих вопросов, обмена опытом, взаимодействия с федеральными властями.
В апреле 2003 года — назначен заместителем главы администрации Псковской области Евгения Михайлова. В обязанности Александра Котова входило курирование местного самоуправления. В этом же году окончил обучение в Псковском филиале Российской академии народного хозяйства и государственной службы при Президенте Российской Федерации (второе высшее образование) по специальности «Государственное и муниципальное управление».
После избрания на пост главы администрации Псковской области Михаила Кузнецова (5 декабря 2004 года) сохранил должность заместителя
В 2009 году с назначением на пост губернатора Андрея Турчака (наделён полномочиями по представлению Президента РФ Дмитрия Медведева, 27 февраля 2009 года утверждён Псковским областным Собранием депутатов четвёртого созыва) работал в должности заместителя главы региона до мая 2009 года. 26 мая 2009 года назначен первым заместителем руководителя аппарата Администрации Псковской области.
7 декабря 2010 года Александр Котов вновь назначен заместителем губернатора Псковской области, в сфере его ответственности — вопросы ЖКХ, строительства, государственного строительного и жилищного надзора, дорожного хозяйства, государственного регулирования тарифов (цен) естественных монополий в топливно-энергетическом комплексе области и жилищно-коммунальном хозяйстве.

## Политическая деятельность
Член партии «Единая Россия», в 2010 году был избран первым заместителем секретаря Псковского областного политсовета партии «Единая Россия», а в марте 2011 года — секретарём. В ноябре 2012 года вновь становится секретарём регионального отделения партии «Единая Россия». В ходе тайного голосования его поддержали 78 из 96 делегатов конференции.
4 декабря 2011 года Александр Котов избран депутатом Псковского областного Собрания депутатов пятого созыва по 19 избирательному округу (Плюсский, Струго-Красненский и часть Порховского района). На первой сессии регионального парламента избран председателем Собрания путём тайного голосования: за Александра Котова отдали свои голоса 39 из 42 присутствовавших депутатов.
18 сентября 2016 года в Единый день голосования вновь избран депутатом Псковского областного Собрания депутатов по 19 избирательному округу (Плюсский, Струго-Красненский районы, Дубровенская волость Порховского района и две волости Псковского района — Торошинская и Карамышевская. За Александра Котова проголосовало 66,49 процентов избирателей, участвующих в выборах. Это самый высокий результат среди депутатов-одномандатников. В ходе первой сессии 5 октября 2016 года избран председателем Псковского областного Собрания депутатов шестого созыва. Кандидатуру единоросса поддержали 38 из 41 присутствовавших депутатов.
19 сентября 2021 года по итогам выборов в Единый день голосования набрал в округе № 8 (Плюсский, Струго-Красненский, Порховский, Дновский район) наибольшее количество голосов избирателей как в процентном, так и в абсолютном значении. Партия «Единая Россия» в округе, по которому избирался Александр Котов, также получила наибольшую поддержку. На первой сессии вновь был избран председателем Псковского областного Собрания депутатов. С просьбой поддержать кандидатуру Александра Котова накануне к депутатскому корпусу обратились секретарь Генерального совета партии «Единая Россия» Андрей Турчак и губернатор Псковской области Михаил Ведерников. В итоге за единоросса проголосовало абсолютное большинство – 20 из 24 присутствовавших на сессии парламентариев (количественный состав депутатского корпуса в седьмом созыве сократился с 44 до 26 человек). Голосование было тайным, другие фракции не выдвигали своих кандидатов на этот пост.

## Награды
- Медаль ордена «За заслуги перед Отечеством» II степени (20 июля 2020 года) — за достигнутые трудовые успехи и многолетнюю добросовестную работу[26].
- Звание «Почётный гражданин Псковской области» (27 марта 2025 года) - за исключительные заслуги перед Псковской областью и её жителями[27]